# Lothar Rothschild
Lothar Rothschild (* 7. Dezember 1909 in Karlsruhe; † 27. März 1974 in St. Gallen) war ein in Deutschland geborener Schweizer Rabbiner und Publizist.
Er gehörte zu den bedeutenden liberalen Rabbinern des deutschsprachigen Judentums nach dem Zweiten Weltkrieg. 

## Leben
Rothschild wuchs in Basel auf. Er studierte Geschichte an der Universität Basel und erhielt seinen Rabbinertitel am Breslauer Seminar. Seine Dissertation Johann Caspar Ulrich von Zürich und seine „Sammlung jüdischer Geschichten in der Schweiz“ von 1933 wurde in die Reihe Schweizer Studien zur Geschichtswissenschaft aufgenommen. Seinen ersten Posten als Rabbiner trat er in Saarbrücken an. Anschließend kehrte er nach Basel zurück und wirkte von 1938 bis 1943 bei der Flüchtlingsfürsorge des Verbandes Schweizerischer Israelitischer Armenpflegen (VSIA). Er war im Grenzort Kreuzlingen und ab 1943 in St. Gallen als Rabbiner tätig. Mit Einfühlungsvermögen wandte er sich den Nöten der hier aufgenommenen jüdischen Flüchtlinge zu. Rothschild setzte sich für den erst sehr spät rehabilitierten Polizeihauptmann Paul Grüninger ein, als dieser nach dem Zweiten Weltkrieg mit seiner Familie in Existenznot und von den meisten Juden und der christlichen Mitwelt allein gelassen war. 1968 legte Rabbiner Lothar Rothschild aus gesundheitlichen Gründen sein Amt in St. Gallen nieder, sein Nachfolger wurde Hermann Schmelzer.
Als Vortragsredner war er viel gefragt und über die Schweizer Grenzen hinaus bekannt aus Rundfunk und Fernsehen. Er wurde in den USA vom Hebrew Union College mit einem Ehrendoktorat ausgezeichnet; die ihm gewidmete Festschrift «Forschung am Judentum» erschien 1970 in Bern.
Essays und Rezensionen schrieb Rothschild für die von ihm mitbegründete und redigierte Zeitschrift «Tradition und Erneuerung», außerdem für die Tagespresse, vor allem im «Israelitischen Wochenblatt», in dessen Nachfolge tachles steht. Wöchentlich schrieb er die Kolumne «Das Schriftwort». Er lehrte an universitären Bildungseinrichtungen in St. Gallen und Zürich.
Rothschild war verheiratet und hatte zwei Söhne, Claude und Pierre Rothschild.

## Veröffentlichungen (Auswahl)
Als Autor
- Johann Caspar Ulrich von Zürich und seine „Sammlung jüdischer Geschichten in der Schweiz“. Leemann Verlag, Zürich 1933.
- Predigt am Vorabend zu Roschhaschana – Roschhaschana 5696. Ludwigshafen 1935.
- Im Strom der Zeit. Jubiläumsschrift zum hundertjährigen Bestehen der israelitischen Gemeinde St. Gallen, 1863-1963. Verlag Volksstimme, St. Gallen 1963.
- Gesinnung und Tat. Berichte aus jüdischer Sicht. Frauenfeld Verlag, Stuttgart 1969.

Als Herausgeber
- Tradition und Erneuerung. Zeitschrift für progressives Judentum für das deutsche Sprachgebiet.
- Collection Migdal. Jüdisches Wissen für jedermann. (Schriftenreihe)